# Арјосто (Венеција)
Арјосто (итал. Ariosto) је насеље у Италији у округу Венеција, региону Венето.
Према процени из 2011. у насељу је живело 26 становника. Насеље се налази на надморској висини од 8 м.